# Taiwan LPGA Tour 2012
De Taiwan LPGA Tour 2012 was het tiende seizoen van de Taiwan LPGA Tour, sinds 2003. Het seizoen begon met het TLPGA & Royal Open, in januari 2012, en eindigde met het Taifong Ladies Open, in december 2012. Er stonden veertien toernooien op de kalender.

## Kalender
| Data  | Data  | Toernooi                             | Stad      | Winnaar           | Score | Score | Info                                 |
| ----- | ----- | ------------------------------------ | --------- | ----------------- | ----- | ----- | ------------------------------------ |
| 30-12 | 01-01 | TLPGA & Royal Open                   | Hsinchu   | Shih Huei Ju      | 209   | –7    | 10de editie                          |
| 06-01 | 08-01 | Hitachi Ladies Classic               | Taoyuan   | Teresa Lu         | 212   | –4    |                                      |
| 15-02 | 17-02 | Yeangder Invitational                | Taoyuan   | Xie Yu Ling       | 213   | –3    | Nieuw toernooi                       |
| 29-03 | 30-03 | TLPGA Heritage Tour-Tonghwa          | Linkou    | Huangxian Wen     | 143   | –1    |                                      |
| 28-06 | 29-06 | TLPGA Heritage Tour-Northbay         | Shihmen   | Lvya Hui          | 145   | +1    |                                      |
| 08-08 | 10-08 | Technology Cup                       | Hsinchu   | Tiranun Yoopan    | 221   | +5    | Nieuw toernooi                       |
| 11-09 | 13-09 | Swinging Skirts Ladies Open          | Miaoli    | Kim Hyo-joo       | 207   | –9    | 18-holes (regenweer)                 |
| 05-10 | 07-10 | Fubon Ladies Open                    | Linkou    | Yao Hsuan Yu      | 205   | –11   | Nieuw toernooi                       |
| 10-10 | 12-10 | South Taiwan Open                    | Kaohsiung | Lu Ya Huei po     | 214   | –2    | Nieuw toernooi                       |
| 25-10 | 28-10 | Sunrise Taiwan LPGA                  | Taoyuan   | Suzann Pettersen  | 269   | –19   |                                      |
| 08-11 | 10-11 | Chinatrust Ladies Charity Open       | Linkou    | Gulyanamitta Numa | 205   | –11   | Nieuw toernooi                       |
| 06-12 | 09-12 | Swinging Skirts World Ladies Masters | Linkou    | Rui Kitada po     | 68    | –4    | Nieuw toernooi; 18-holes (regenweer) |
| 14-12 | 16-12 | Taifong Ladies Open                  | Changhua  | Teresa Lu         | 207   | –9    |                                      |

| po = winnares na play-off |